# Lorenzo Meyer

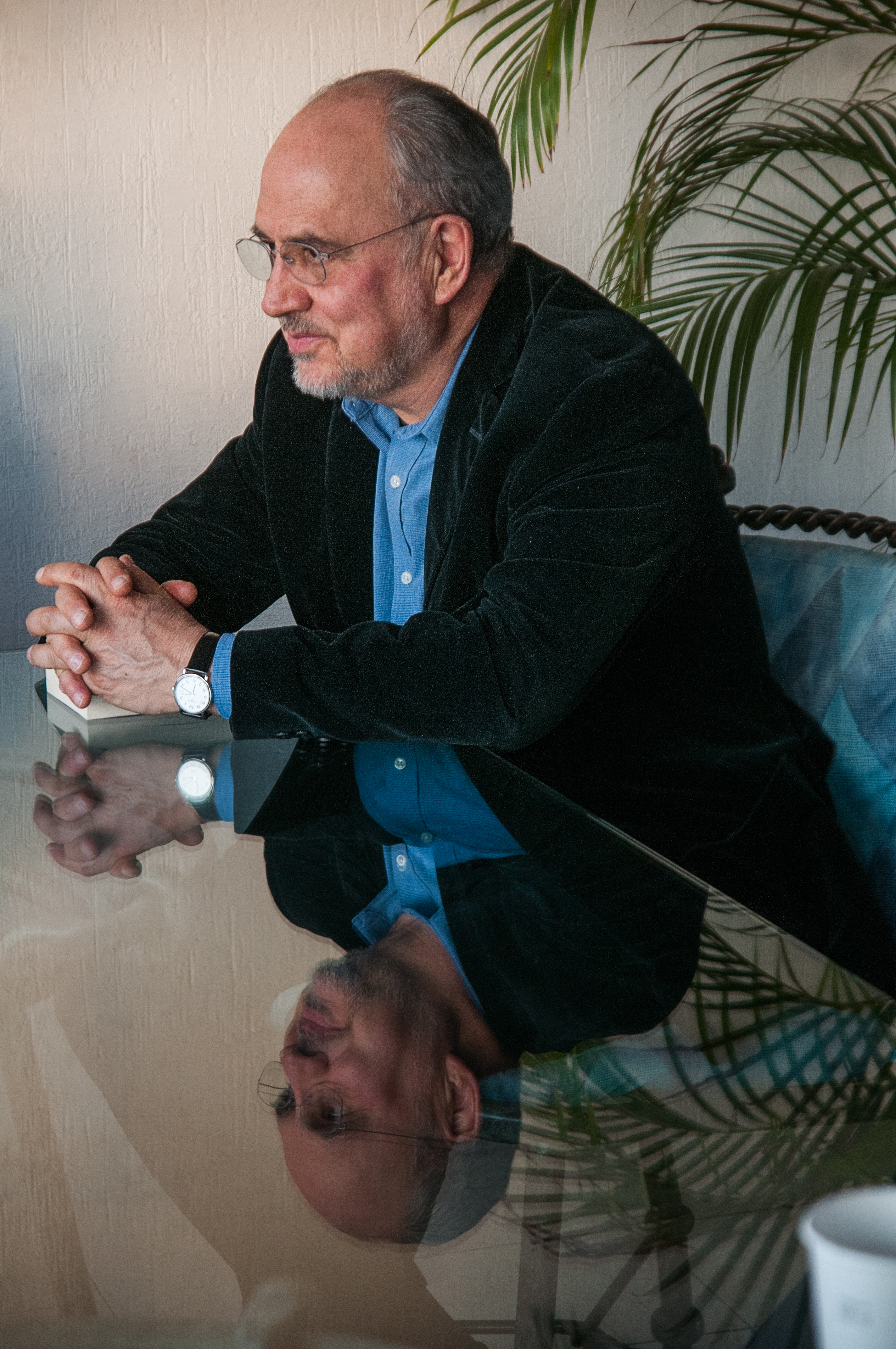
Lorenzo Meyer

Lorenzo Francisco Meyer Cosío (Mexico-Stad, 1964) is een Mexicaans historicus en journalist.
Meyer studeerde internationale betrekkingen aan het Colegio de México en behaalde een doctoraat aan die universiteit, en een doctoraat in de politicologie aan de Universiteit van Chicago. Meyer heeft vooral boeken op zijn naam staan over de politieke geschiedenis en de geschiedenis van de internationale betrekkingen van Mexico. Meyer is werkzaam als docent en onderzoeker aan het Colegio de México en publiceert in de kranten Reforma en La Jornada.